# Josip Karaman
Josip Bepo Karaman (Split, 18. rujna 1864. – Beč, 11. srpnja 1921.), hrvatski filmski poduzetnik i snimatelj. Godine 1907. otvorio je i vodio prvo stalno kino u Splitu (Grand Elektro Bioskop).
Godine 1910. nabavio je vlastitu kameru i snimio nekoliko povijesno dragocjenih dokumentaraca, koji spadaju među prve domaće filmove.